# Grabbelton (tijdschrift)
Grabbelton is een Nederlands weekblad voor de jeugd dat tussen 1950 en 1954 als bijlage bij de Katholieke Illustratie werd verspreid. Het blad kostte vijf cent per exemplaar en kon alleen door abonnees van de Katholieke Illustratie worden afgenomen. Het bevatte onder andere strips, puzzels, verhalen en gedichtjes.
In 1954 ging het blad, samen met Rebellenclub en Tombola, op in het zelfstandige striptijdschrift Sjors van de Rebellenclub.